# Michał Kaczmarczyk
Michał Marek Kaczmarczyk (ur. 7 maja 1981) – polski literaturoznawca i politolog, doktor habilitowany nauk społecznych, były rektor Akademii Humanitas w Sosnowcu; specjalności naukowe: literaturoznawstwo, komunikacja społeczna, public relations.

## Życiorys
W 2006, w wieku 25 lat, został najmłodszym doktorem nauk humanistycznych w Polsce. 6 czerwca 2006 na podstawie napisanej pod kierunkiem Dariusza Rotta rozprawy pt. Biografia literacka Konstantego Ćwierka uzyskał na Wydziale Filologicznym Uniwersytetu Śląskiego w Katowicach stopień doktora nauk humanistycznych w dyscyplinie literaturoznawstwo w specjalności literaturoznawstwo. Na tej samej uczelni na Wydziale Nauk Społecznych na podstawie dorobku naukowego oraz monografii pt. Public relations szkół wyższych. Model komunikowania się z otoczeniem w demokratycznej przestrzeni publicznej nadano mu w 2014 stopień doktora habilitowanego nauk społecznych w dyscyplinie nauki o polityce w specjalności komunikacja społeczna, public relations.
Był nauczycielem akademickim w Instytucie Nauk Politycznych i Dziennikarstwa na Wydziale Nauk Społecznych Uniwersytetu Śląskiego w Katowicach. Został profesorem nadzwyczajnym, prorektorem i rektorem Wyższej Szkoły Humanitas w Sosnowcu.

## Działalność naukowa
Zajmuje się problematyką zarządzania publicznego, zarządzania jakością, marketingu, samorządności, prawa konstytucyjnego i systemów medialnych. Jest autorem 10 monografii naukowych, w tym pierwszej na polskim rynku wydawniczym monografii na temat systemu medialnego Irlandii oraz 2 podręczników akademickich. Jego dorobek obejmuje ponad 70 publikacji naukowych. Publikuje m.in. na łamach „Współczesnego Zarządzania”, „Studiów Medioznawczych”, „Roczników Administracji i Prawa”, „Zeszytów Prasoznawczych” i „Problemów Komunikacji Społecznej”. Jest członkiem Rady Naukowej Wydawnictwa Verbum w Pradze. W latach 2004–2020 pełnił funkcję kierownika lub wykonawcy w 15 projektach badawczych realizowanych w kraju i za granicą, finansowanych m.in. ze środków Ministerstwa Nauki i Szkolnictwa Wyższego, Gminy Sosnowiec i Komitetu Badań Naukowych. Swoje badania prowadził m.in. w USA, Irlandii, Francji i Słowacji. W 2012 roku uczestniczył w międzynarodowym projekcie naukowo-dydaktycznym „Raising motivation to eco-friendly behavior among European citizens”, realizowanym w ramach partnerstwa miast Abegondo (Hiszpania), Hasselt (Belgia), Lublin (Polska), Molndal (Szwecja) i Travestetolo (Włochy). Celem projektu było upowszechnienie wśród mieszkańców europejskich miast dobrych praktyk w zakresie gospodarki odpadami komunalnymi oraz podnoszenie świadomości związanej z zachowaniami proekologicznymi. W 2015 roku uzyskał Stypendium Ministra Nauki i Szkolnictwa Wyższego dla Wybitnych Młodych Naukowców.

## Działalność w wymiarze sprawiedliwości
W latach 2012–2016 był biegłym sądowym przy Sądzie Okręgowym w Katowicach z zakresu dziennikarstwa, marketingu i komunikacji społecznej. W październiku 2019 roku Rada Miejska w Sosnowcu wybrała go na funkcję sędziego społecznego – ławnika Sądu Okręgowego w Katowicach. Orzeka w wydziale karnym. Jest pomysłodawcą i przewodniczącym Kapituły Ogólnopolskiego Konkursu o Nagrodę „Złotej Temidy”, którego celem jest wyróżnianie i promowanie działań oraz postaw prawników (w szczególności czynnych zawodowo sędziów, prokuratorów, adwokatów, radców prawnych, notariuszy, uczonych reprezentujących nauki prawne), ukierunkowanych na umacnianie w Polsce i Europie zasad praworządności, gwarancji praw i wolności obywatelskich i społeczeństwa obywatelskiego. W 2015 roku zasiadał w komisji akredytacyjnej Ogólnopolskiego Programu Certyfikacji „Wysoka Jakość Usług Prawnych”. W 2019 roku założył pierwszą w Polsce Poradnię Prawa Akademickiego, działającą przy Wyższej Szkole Humanitas w Sosnowcu.

## Działalność dziennikarska
Debiutował w 1997 roku na antenie Radia Kormoran w Węgorzewie. W latach 1998–2001 był dziennikarzem tygodnika „Wiadomości Zagłębia” i Radia Rezonans w Sosnowcu. Zajmował się tematyką kulturalną, samorządową i prawną. Następnie współpracował m.in. z „Gazetą Uniwersytecką Uniwersytetu Śląskiego”, „Przeglądem Dąbrowskim”, „Nowym Zagłębiem” i Magazynem Literackim „Dźwięk Pereł”. W 2007 roku założył portal internetowy e-sosnowiec.pl, w którym do 2010 roku pełnił funkcję redaktora naczelnego. W 2009 roku został dyrektorem wydawniczym „Wiadomości Zagłębia”. W latach 2009–2010 pełnił funkcję redaktora naczelnego półrocznika „Problemy Komunikacji Społecznej”. Jako komentator występuje m.in. w Radiu Eska, „Gazecie Wyborczej”, „Dzienniku Zachodnim” i Onet.pl.

## Działalność ekspercka
Od 2010 roku jest stałym ekspertem Fundacji Rozwoju Edukacji i Szkolnictwa Wyższego w Sosnowcu w zakresie prawa o szkolnictwie wyższym, jakości kształcenia i polityki oświatowej. Z ramienia Fundacji zasiada w kapitułach ogólnopolskich konkursów jakości: „Uczelnia Liderów”, „Samorządowy Lider Edukacji” oraz „Studia z Przyszłością”. Od 2020 roku pełni funkcję Przewodniczącego Rady Programowej Konkursu na Najlepszego Ucznia Rzeczypospolitej Polskiej „Uczeń z Pasją”. W latach 2012–2014 pełnił funkcję eksperta Ministra Nauki i Szkolnictwa Wyższego. Od 2006 roku prowadzi własną firmę szkoleniowo-doradczą, świadczącą usługi na rzecz przedsiębiorstw, samorządów i placówek oświatowych. Od 2010 roku jest członkiem zarządu Fundacji „Humanitas” - think tanku Wyższej Szkoły Humanitas.
Jesienią 2024 r. fundacja Science Watch Polska i media ujawniły proceder handlu certyfikatami sosnowieckiej Fundacji Rozwoju Edukacji i Szkolnictwa Wyższego zarządzanej przez rodzinę Michała Kaczmarczyka, z jego udziałem jako rektora Akademii Humanitas i eksperta. Ponad 80 publicznych uczelni wpłaciło około 2 mln zł na konto asystenta AH prowadzącego działalność gospodarczą. Postępowanie wyjaśniające w sprawie na wniosek pokrzywdzonych uczelni prowadzi Prokuratura Okręgowa w Opolu. Rektor AH został urlopowany na rok i zakończył drugą swą kadencję 30 września 2024 r. nie ubiegając się o ponowny wybór. AH zaprzeczyła związkom z programami certyfikacji, nazwała je "pozauczelnianą, dodatkową aktywnością byłego rektora" i dwóch pracowników uczelni, których zwolniono z Akademii Humanitas.

## Działalność artystyczna
Był założycielem i kierownikiem artystycznym Kabaretu „Różowy Młoteczek”, działającego w latach 1998-2000 przy II Liceum Ogólnokształcącym im. Emilii Plater w Sosnowcu. W 2015 roku został kierownikiem artystycznym Musicalu „Karol” o życiu Jana Pawła II, którego premiera odbyła się 25 lutego 2017 roku w Tauron Arenie w Krakowie. Był również autorem scenariusza i tekstów piosenek do musicalu. Utwory z jego tekstami wykonywali m.in. Anna Wyszkoni, Piotr Cugowski, Wojciech Cugowski, Jacek Kawalec i Krzysztof Knapczyk. W grudniu 2016 roku pełnił funkcję kierownika artystycznego koncertu „Krajobrazy Serc”, który odbył się w Sali Koncertowej „Muza” w Sosnowcu z udziałem m.in. Jacka Kawalca, Barbary Gąsienicy-Giewont i Macieja Zadykowicza. W latach 2017–2018 reżyserował i prowadził cykl koncertów „Od opery do musicalu” z udziałem Krzysztofa Knapczyka i Marty Sobczak.

## Wybrane publikacje[20]
- System medialny Irlandii: zarys problematyki, Sosnowiec 2009
- Rola marketingu terytorialnego w kreowaniu wizerunku Zagłębia Dąbrowskiego: dylematy teorii, wyzwania praktyki (wspólnie z Arkadiuszem Kaczorem), Kraków 2011
- The mass media in Poland: between the mission and the market, Trnava 2012
- Od kaszty do notebooka: transformacja technologiczna organizacji prasowych w Polsce po 1989 roku, Sosnowiec 2013
- Public relations szkół wyższych: model komunikowania się z otoczeniem w demokratycznej przestrzeni publicznej, Katowice – Sosnowiec 2013
- Zarządzanie jakością w administracji i biznesie (pod red. Piotra Celeja i Michała Kaczmarczyka), Sosnowiec 2016
- Polityka oświatowa polskich gmin i powiatów w świetle ustaleń, zaleceń i rekomendacji eksperckich: wnioski z programu "Samorządowy Lider Edukacji", Sosnowiec 2018

## Ordery i odznaczenia
- 2012 - Brązowy Krzyż Zasługi
- 2018 - Srebrny Krzyż Zasługi

## Inne nagrody i wyróżnienia
- 2018 – I miejsce w kategorii działalność społeczna i charytatywna w Plebiscycie Osobowość Roku „Dziennika Zachodniego”[21]
- 2012 – Nagroda Rektora Wyższej Szkoły Humanitas za działalność naukową i organizacyjną
- 2006 – III miejsce w Konkursie na Najlepszego Wykładowcę Wyższej Szkoły Humanitas w Sosnowcu